# Montreux Heat
Montreux Heat è un album dal vivo di Mongo Santamaría, pubblicato dalla Pablo Records nel 2003. Il disco fu registrato il 19 luglio 1980 al Montreux Jazz Festival di Montreux in Svizzera.

## Tracce
1. T.V. – 6:01 (Tommy Villarini)
2. Havana – 5:00 (Willie Colón)
3. Sofrito – 11:16 (Neal Creque, Mongo Santamaría)
4. Pájaro cantor – 8:05 (Allen Hoist)
5. Watermelon Man – 7:08 (Herbie Hancock)
6. Cóme candela – 5:25 (Mongo Santamaria)
7. Amanecer – 8:16 (Joe Gallardo)
8. Para ti – 8:52 (Mongo Santamaria)

## Musicisti
- Mongo Santamaría - congas, bongos
- Dizzy Gillespie - tromba (brano 5)
- Tommy Villarini - tromba, percussioni, cowbell
- Toots Thielemans - armonica (brano 5)
- Doug Harris - sassofono tenore, sassofono soprano, flauto
- Allen Hoist - flauto, violoncello, sassofono alto, sassofono baritono
- Milton Hamilton - pianoforte
- Lee Smith - basso
- Steve Berrios - batteria